# Provincia di Litoral
La provincia di Litoral è una delle 16 province del dipartimento di Oruro nella Bolivia occidentale. Il capoluogo è la città di Huachacalla.
Al censimento del 2001 possedeva una popolazione di 4.555 abitanti.

## Geografia antropica

### Suddivisioni amministrative
La provincia è suddivisa in 5 comuni:
- Cruz de Machacamarca
- Escara
- Esmeralda
- Huachacalla
- Yunguyo del Litoral